# Valcheta megye
Valcheta egy megye Argentína középpontjától délre, Río Negro tartományban. Székhelye Valcheta.

## Népesség
A megye népessége a közelmúltban a következőképpen változott:
| Év   | Lakosság |
| ---- | -------- |
| 2001 | 4771     |
| 2010 | 7101     |